# Mads Korsgaard
Mads Korsgaard (født 2. september 1979 i København) er en dansk skuespiller.
Mads Korsgaard er uddannet ved Det kongelige svenske Musikkonservatorium i Stockholm 2005-2010 og Skuespillerskolen i Stockholm (Teaterhögskolan) 2008-2010. Han har medvirket i teater, musicals og opera på bl.a. Det Kongelige Teater, Glassalen i Tivoli, Musikhuset Aarhus, Fredericia Teater, Teater Nordkraft, Teater V, Teatret Zeppelin, Anemone Teatret, Godsbanen, Zangenbergs Teater,  m.m.
I Sverige har Mads Korsgaard medvirket i teater, musicals og opera på bl.a. Dramaten, Boulevardteatern, Teaterstudio Lederman, Opera Vox, Comedy Art Theatre, Tjechov Ensemblen, m.m.
Den svenske teateranmelder Lars Ring ved Svenska Dagbladet skrev i 2011 "Lægen Lvov – fremragende spillet af Mads Korsgaard – forfølger Ivanov" i sin anmeldelse af Tjechovensemblens opsættelse af Anton Tjekhovs skuespil Ivanov (en) i Stockholm.
Mads Korsgaard spillede Prinsesse Erik (sv) i børneoperaen af Kjell Perder (sv) og Märit Bergvall om kønsroller af samme navn 2011-2013, som turnerede i Sverige.
Mads Korsgaard medvirkede 2015-2024 i Teaterkoncerten Mustafas Kiosk på Teater Fantast efter Jakob Martin Strids bog af samme navn.
Mads Korsgaard har spillet Alfons Åberg i forestillingen Far til Vejrs med Alfons Åberg på CAT Børneteater siden 2020.
Mads Korsgaard er medlem af Dansk Skuespillerforbund og det svenske skuespillerforbund Scen och Film (sv) samt Danmarks Film Akademi.
2024-2025 spillede Mads Korsgaard rollen som den nu fængslede bankdirektør og hvidvasker Gilbert Armenta, som dannede par med den forsvundne Ruha Ignatova (en), i den internationale TV-serie produceret af tyske ZDF - Take the Money and Run om kryptovalutaskandalen OneCoin (en).

## Filmografi i udvalg
- Take the Money and Run TV-serie (2025)[9]
- Halva Malmö består av killar som dumpat mig (sv) TV-serie (2025)
- Tunna blå linjen (sv) TV-serie (2024)
- Syke (en) TV-serie (2024)
- Sanningen (sv) TV-serie (2024)
- Sugarbabe (sv) TV-serie (2023)
- MABINOOZ TV-serie (2023)
- The Viking - Downfall of a Drug Lord TV-serie (2022)
- Alfa TV-serie (2020)
- Tinkas juleeventyr TV-serie (2017)
- Det borde finnas regler (sv) spillefilm (2015)
- Vi er bedst (sv) spillefilm (2013)